# Heptasteornis andrewsi
Heptasteornis andrewsi es la única especie conocida del género extinto  Heptasteornis  (gr. “pájaro de los siete castillos”) de dinosaurio terópodo alvarezsáurido, que vivió a finales del período Cretácico, hace aproximadamente 68 y 65 millones de años, en el Maastrichtiense, en lo que es hoy Europa. Solo conocido por la porción distal de la tibia y el tarso, se puede inferir muy poco sobre su aspecto, pero se supone que debió ser similar al Mononykus de solo un metro de largo.
El material fue encontrado en Rumania, en el lecho Haţeg parte de la Formación Sânpetru, datada de finales del Maastrichtiense, en Transilvania por Franz Nopcsa. El nombre hace referencia al antiguo nombre que se le daba a la región, la región de los siete castillos en griego επτά, hepta, "siete",  άστυ, asty, "ciudad" y όρνις, ornis, "ave", el nombre específico rinde honores a C.W. Andrews que describiera a Elopteryx. Aunque su nombre nombra explícitamente a las aves, es más lejano a estas que el bradicneme o elopterix, también rumanos.
La especie tipo es Heptasteornis andrewsi, descrito como búho prehistórico gigantesco presunto en 1975. Fue incluido previamente en Eloptery nopcsai y los holotipos de ambos fueron considerados para ser el mismo individuo, descubiertos, y asignados inicialmente al mismo número de espécimen. Esto aparece estar equivocados sin embargo. Solo se encontraron dos tibiotarsos parciales que ha llevado a distintas interpretaciones considerándolo sinónimo más moderno de Bradycneme o Elopteryx  y todavía es considerado por muchos como nomen dubium. El holotipo se refirió originalmente al holotipo individual de Elopteryx. Luego se considera una pelecaniforme. Lambrecht en 1929 refirió BMNH A1528 a Elopteryx. Harrison y Walker en 1975 más tarde separaron el material y nombraron a Heptasteornis como un nuevo taxon de estrigiforme basado en dos tibiotarsos distales. Los autores posteriores acordaron que Heptasteornis era un terópodo no aviar, comenzando con Brodkorb en 1978. Martin en 1983 sugirió que era un ornitomímido. Paul en 1988 y Osmolska y Barsbold en 1990 sugirieron que era troodóntido, y Paul llegó a sintonizarlo con Troodon.  Le Loeuff et al. en 1992 sugirieron que era sinónimo de Elopteryx , que colocaron en el Dromaeosauridae. Csiki y Grigorescu en 1998 sugirieron que era sinónimo de Bradycneme, que creían que era una tetanuro no maniraptor. Martin en 1997 fue el primero en sugerir una relación con Mononykus, que fue confirmada en un artículo de Naish y Dyke en 2004. Esto se basa principalmente en el margen medial con muescas del proceso ascendente astragalar. Lo colocaron en Mononykinae debido a la falta de contacto entre el tarso y el peroné, lo que también contradice la identidad de un ornitomímido o un dromaeosaurido. Longrich y Currie en 2009 declararon más tarde que Heptasteornis "posiblemente provenga de un oviraptorosaurio", pero sin ninguna razón. El único oviraptorosaurio que carece de contacto fibular-calcáneo es Avimimus, que no tiene el proceso ascendente con muesca de Heptasteornis y alvarezsáuridos. Por lo tanto, asignar Heptasteornis a Oviraptorosauria no es valioso dado la información actual. Kessler et al. en 2005 describieron un fémur distal que se refirieron a Elopteryx basado en la textura de la superficie. El fémur comparte muchos caracteres con los alvarezáuridos, cóndilo lateral proyectado distal al medial y el ectepicondilo prominente, al clado Mononykus más Shuvuuia por el puente infrapoplíteo y a Mononykus por la forma triangular de la fosa poplítea, bordeada por crestas supracondílicas convergentes proximales. El último carácter es desconocido en Shuvuuia , pero el puente infrapoplítico está ausente en Parvicursor. Por lo tanto se puede remitir este fémur distal a Heptasteornis, ya que Elopteryx es diferente a los alvarezsáuridos en algunas características aviasres.